# Mali Puzîrkî, Krasîliv
Mali Puzîrkî (în ucraineană Малі Пузирки) este un sat în comuna Ledeanka din raionul Krasîliv, regiunea Hmelnîțkîi, Ucraina.

## Demografie
Componența lingvistică a localității Mali Puzîrkî
     Ucraineană (98,51%)
     Rusă (1,3%)
     Alte limbi (0,19%)
Conform recensământului din 2001, majoritatea populației localității Mali Puzîrkî era vorbitoare de ucraineană (98,51%), existând în minoritate și vorbitori de rusă (1,3%).